# Tabla giratoria

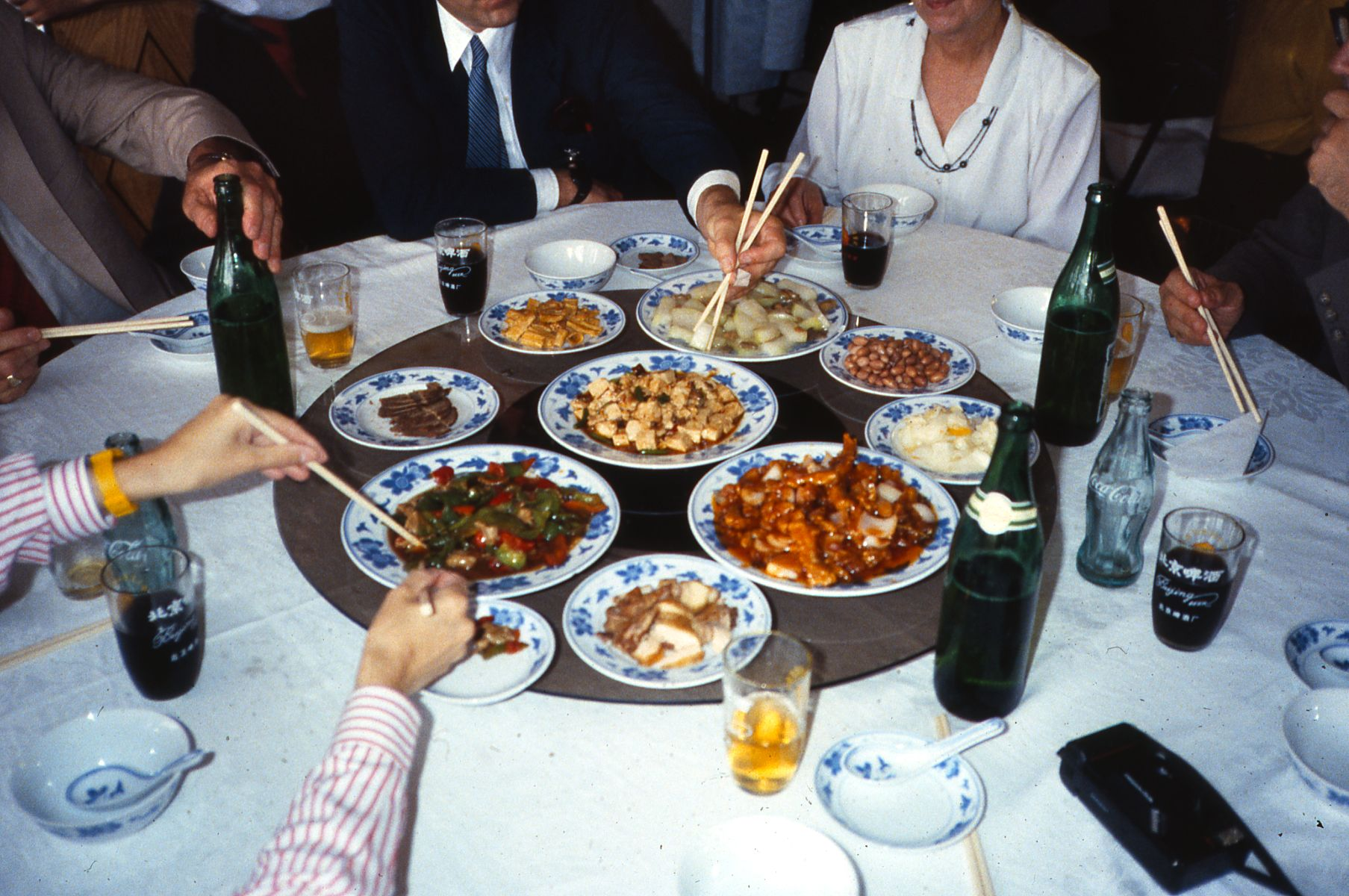
Una bandeja giratoria en un restaurante chino.

Una tabla giratoria (también denominada bandeja giratoria, bandeja rotatoria o estante giratorio) es una base que se coloca sobre una mesa o encimera para ayudar en el movimiento de los alimentos. Las tablas giratorias pueden estar hechos de variedad de materiales, pero son generalmente de vidrio, madera o plástico. 

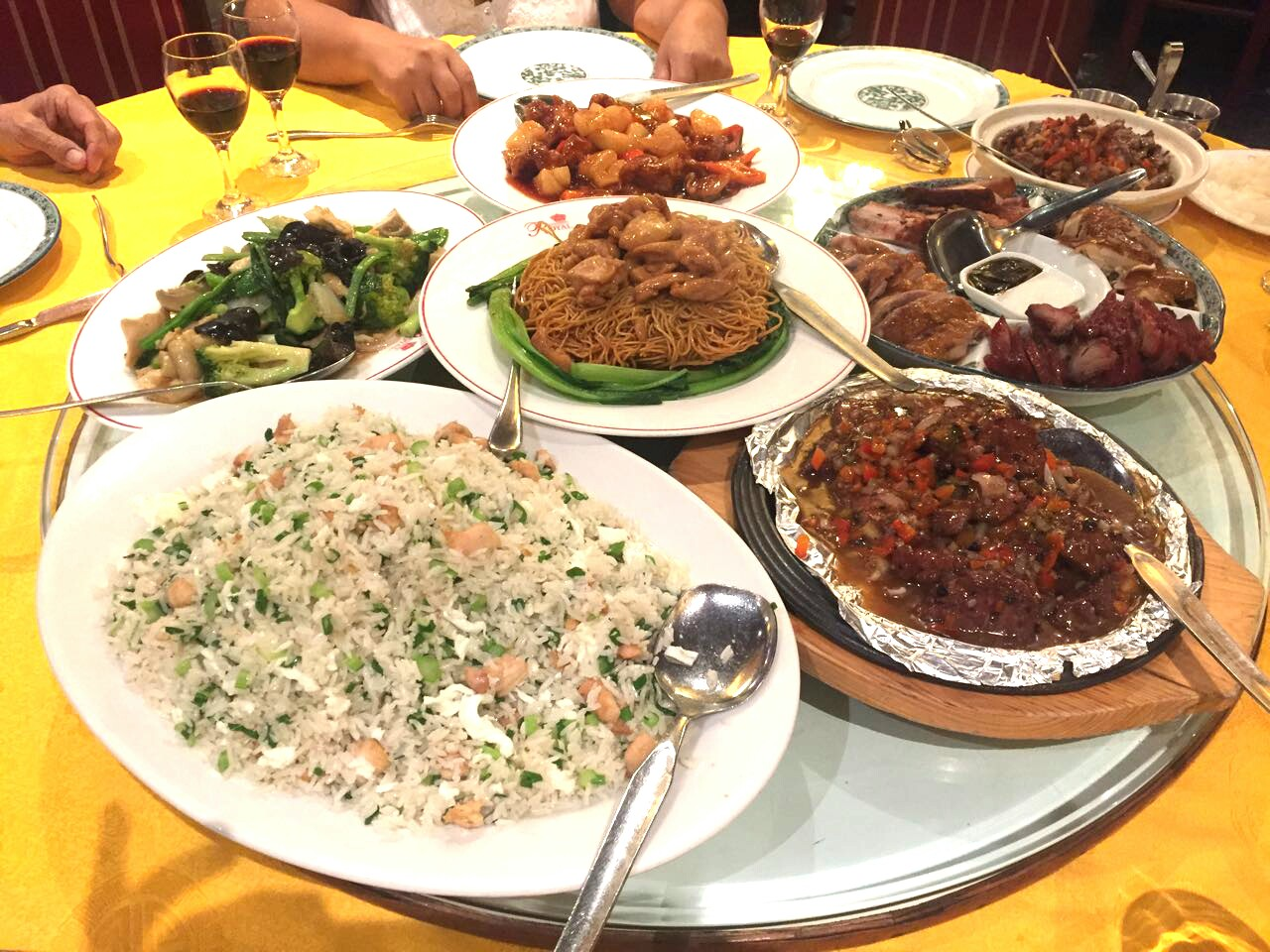
Servicio en un restaurante chifa de Lima.

Son generalmente circulares y se colocan en el centro de una mesa circular para compartir platos fácilmente entre los comensales, como pueden ser quesos o entremeses. Debido a la naturaleza de la cocina china, especialmente dim sum, son especialmente comunes en los restaurantes chinos y chifas. En chino, reciben el nombre de 餐桌转盘 (p cānzhuō zhuànpán) o «mesa de comedor giratoria».

También se utilizan para las tartas o pasteles, mientras se decoran.

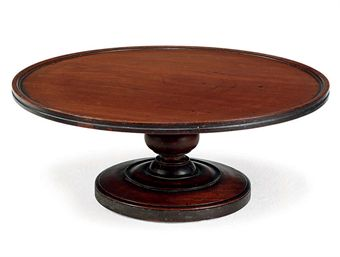
Montaplatos de caoba de Jorge III dumbwaiter (aprox. 1780).

Por analogía, se aplica a veces a armarios (especialmente armarios de esquina) cuyos estantes circulares giran alrededor de un eje vertical para permitir un fácil acceso a un área mayor. Dichos gabinetes de esquina cortan un cuarto del círculo para permitir que dos "puertas" se monten en ángulo recto entre sí. Estos son especialmente comunes en armarios de cocinas.
En lengua inglesa, se llama Lazy Susan.